# Lukas Etlin

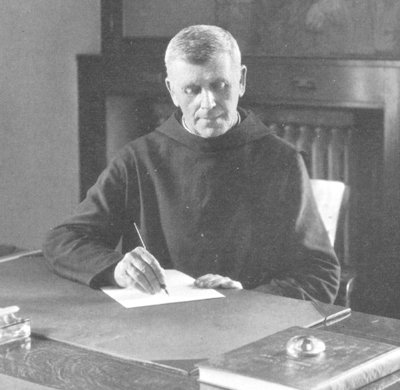
Lukas Etlin (Datum unbekannt)

Lukas Etlin OSB (* 25. Februar 1864 in Sarnen als Augustin Alfred Ettlin; † 15. Dezember 1927 in Stanberry) war ein Schweizer Benediktinerpater.

## Leben
Etlin war Schüler auf Benediktinerschulen in Sarnen und Engelberg. Im September 1886 verließ er 22-jährig seine Heimat und wurde Novize in der Abtei Conception in den USA. Dort legte er am 13. November 1887 die Profess ab und wurde am 15. August 1891 von Bischof Otto Zardetti zum Priester geweiht. Danach wurde er 1892 Spiritual und Kaplan im Kloster der Schwestern der Ewigen Anbetung in Clyde (Missouri), das vom Schweizer Kloster Maria-Rickenbach aus gegründet worden war.
Im Zentrum von Etlins Theologie und Glauben stand die Eucharistie. Sein Vorbild war der Heilige Bruder Klaus, der angeblich beinahe 20 Jahre lang nur von der Kommunion gelebt hatte. Ferdinand Holböck meinte, Lukas Etlin sei ein Nachkomme des Bruders Klaus. Über Etlin wird berichtet, dass er täglich mehrere Stunden vor dem Ausgesetzten Allerheiligsten kniend in stiller Anbetung verbrachte. Im Kloster der Schwestern der Ewigen Anbetung in Clyde verbrachte er jede Nacht eine Stunde im Gebet in der Kirche. Etlin gründete 1905 die Zeitschrift Tabernacle and Purgatory (Tabernakel und Fegefeuer). Zum Titel schrieb er in der ersten Nummer selbst:

„Tabernakel ist der erste Titel der Zeitschrift, weil sie dem liebenswürdigsten und höchsten Gut dienen soll, das der größte Schatz auf Erden und im Himmel ist, der Inbegriff der Macht, der Schönheit und Liebenswürdigkeit, die Sonne aller Wesen, der Mittelpunkt des wahren Glücks in Zeit und Ewigkeit; sei es, dass die Heilige Eucharistie betrachtet wird in ihrem fortwährenden Verweilen auf dem Altar bis zum Ende der Zeiten und an Hunderttausenden von Orten, sei es, dass sie betrachtet wird als Opfer oder als Nahrung unserer Seelen, immer offenbaren sich darin große, unergründliche Geheimnisse göttlicher Liebe. Diese Zeilen sollen daher die Hochschätzung der heiligen Messe vermehren, zum würdigen und Öfteren Empfang der heiligen Kommunion ermuntern und den Glauben an die wahre, wirkliche Gegenwart Jesu in der Heiligen Eucharistie stärken und beleben... Fegfeuer ist der zweite Titel dieser Zeitschrift, denn die Heilige Eucharistie ist der größte Trost für die lieben Armen Seelen; sie ist das mächtigste Mittel, ihnen Linderung und Erlösung zu bringen. Die Leser der Zeitschrift sollen oft an die Größe und Schwere der Leiden der Armen Seelen erinnert werden, wie denselben Hilfe gebracht werden kann durch Gebet und Almosen, durch die heilige Kommunion und das Messopfer.“

Nach 1918 führte er karitative Tätigkeiten durch und sammelte mit Hilfe seiner Zeitschrift Geld für Notleidende, insbesondere auch in Europa. Er unterstützte auch die Priesterausbildung in Deutschland und Österreich, die vom Ersten Weltkrieg schwer getroffen worden war. Papst Pius XI. nannte ihn „den wohltätigsten Mann der Welt“.
Etlin starb am 16. Dezember 1927 bei einem Autounfall. Kardinal Michael von Faulhaber schrieb in einem Nachruf über ihn:

„Nicht bloß in den Vereinigten Staaten, auch in Europa, in der Alten Welt, hat die Wehklage bei Deinem Sterben einen tausendfachen Widerhall geweckt. In Deiner Seele waren Gottesliebe und Nächstenliebe wie zwei Flammen, die zu einer einzigen Flamme zusammenschlugen, und in dieser heiligen Liebe hast Du in den Jahren bitterer Not unsere Armen gespeist, unseren Klöstern geholfen, unsere Priesterseminare vor dem wirtschaftlichen Bankrott gerettet und bist uns so der 15. Nothelfer geworden. Die deutschen Bischöfe segnen Dein Andenken wie sie beim Hochamt den Weihrauch segnen: Mögest Du von dem gesegnet werden, zu dessen Ehre Du Dich verzehrt hast!“

In den Vereinigten Staaten wurde der Seligsprechungsprozess für Etlin eingeleitet. Er wird dort als „Apostel der Eucharistie“ bezeichnet.

## Schriften (Auswahl)
- mit Iso Walser und Bernard Herman Bunning: Adoration book for convents of Perpetual adoration. Also a guide for all devout adorers of the most Blessed Sacrament. Clyde 1918, OCLC 13114352.
- The Holy Eucharist, our all. Clyde 1950, OCLC 691458485.
- Eucharistic miracles. Clyde 1957, OCLC 945873157.